# Hondji
Hondji est un arrondissement du département du Couffo au Bénin.

## Géographie
Hondji est une division administrative sous la juridiction de la commune de Klouékanmè,.

## Démographie
Selon le recensement de la population effectué par l'Institut National de la Statistique Bénin en 2013, Hondji compte 11690 habitants pour une population masculine de 5434 contre 6256 de femmes pour un ménage de 1909.